# YouGov
YouGov és una societat internacional d'estudi de mercats basada en Internet i fundada al Regne Unit el maig de l'any 2000 per Stephan Shakespeare (actual director general) i Nadhim Zahawi, antic director general.
L'antic president director general de YouGov, Nadhim Zahawi, va dimitir del consell de direcció per tal de presentar-se a les eleccions generals britàniques del 2010 i actualment és diputat per Stratford on Avon pel Partit Conservador del Regne Unit. L'actual PDG, Stephan Shakespeare, va ser candidat conservador a Colchester en les eleccions generals del 1997.
Des d'aril de 2007 YouGov és dirigit per Roger Parry, substituint el comentarista polític Peter Kellner que exerceix les funcions de president de la societat.
YouGov té la seu social al Regne Unit; és membre del British Polling Council i està registrat a l'Information Commissioner's Office del Regne Unit.
T'projecció internacional.
El 2006, YouGov va adquiri una societat d'estudi de mercats establerta a Dubaï (Siraj) i el 2007, adquirí les empreses d'estudis de mercats Polimetrix, Psychonomics i Zapera. Entre 2009 i 2011, YouGov va adquirir les empreses dels Estats Units Clear Horizons, Harrison Group i Definitive Insights.
Els clients del mitjans de comunicació del Grup YouGov comprenen The Sun, The Times, The Guardian, The Economist, The Huffington Post, BILD, CBS News, Al Aan TV i Samaa TV.